# Paul Scheding
Paul Scheding (* 1983) ist ein deutscher Klassischer Archäologe, der seit 2023 am Deutschen Archäologischen Institut Madrid tätig ist.

## Leben
Paul Scheding studierte ab 2004 Klassische Archäologie, Archäologie der römischen Provinzen und Alte Geschichte an der Universität zu Köln und der Universität La Sapienza in Rom. 2010 schloss er mit dem Magister Artium ab und 2013 erfolgte seine Promotion, beides an der Universität Köln. Hier vertrat er 2012–2013 die Assistentenstelle am Archäologischen Institut und leitete 2013–2014 das Forschungsarchiv für Antike Plastik / CoDArchLab. 2014/2015 erhielt er das Reisestipendium des Deutschen Archäologischen Instituts. 2015 wurde er Akademischer Rat am Institut für Klassische Archäologie der Ludwig-Maximilians-Universität München, nach erfolgter Habilitation 2021 im Jahr 2022 Akademischer Oberrat. Im Mai 2023 wurde er zum Ersten Direktor der Abteilung Madrid des Deutschen Archäologischen Instituts gewählt, er trat sein Amt am 1. November 2023 an.
Sein Hauptforschungsgebiet bildet die antike Urbanistik, insbesondere in Nordafrika (unter anderem Karthago, Meninx und Simitthus). Seit 2019 forscht er im hellenistisch-republikanischen Heiligtum auf dem Monte Sant’Angelo oberhalb von Terracina.

## Schriften (Auswahl)
- mit Michael Remmy (Hrsg.): Antike Plastik 5.0:// - 50 Jahre Forschungsarchiv für Antike Plastik in Köln. Ausstellung im Akademischen Kunstmuseum, Antikensammlung der Universität Bonn, 26.10.2014–21.12.2014. Lit, Berlin 2014, ISBN 978-3-643-12812-6.
- Urbaner Ballungsraum im römischen Nordafrika. Zum Einfluss von mikroregionalen Wirtschafts- und Sozialstrukturen auf den Städtebau in der Africa Proconsularis (= Studien zur antiken Stadt Bd. 16). Reichert, Wiesbaden 2019, ISBN 978-3-95490-313-9 (Dissertation).
- mit Karolina Kaderka: Les sculptures antiques du Musée d’art et d’archéologie du Pays de Laon. Die antiken Skulpturen des Musée d’art et d’archéologie du Pays de Laon (= Monumenta Artis Romanae Bd. 42). Reichert, Wiesbaden 2021, ISBN 978-3-95490-527-0.